# Wuenheim
Wuenheim – miejscowość i gmina we Francji, w regionie Grand Est, w departamencie Górny Ren.
Według danych na rok 1990 gminę zamieszkiwało 800 osób, a gęstość zaludnienia wynosiła 130 osób/km² (wśród 903 gmin Alzacji Wuenheim plasuje się na 329. miejscu pod względem liczby ludności, natomiast pod względem powierzchni na miejscu 425.).